# Plocoglottis confertiflora
Plocoglottis confertiflora är en orkidéart som beskrevs av Johannes Jacobus Smith. Plocoglottis confertiflora ingår i släktet Plocoglottis och familjen orkidéer. Inga underarter finns listade i Catalogue of Life.